# Fornicia rixata
Fornicia rixata är en stekelart som beskrevs av Papp 1980. Fornicia rixata ingår i släktet Fornicia och familjen bracksteklar. Inga underarter finns listade i Catalogue of Life.